# Абдурахимов, Усман Абдурахимович
Усман Абдурахимович Абдурахимов — советский хозяйственный, государственный и политический деятель.

## Биография
Родился в 1913 году. Член КПСС.
С 1939 года — на хозяйственной, общественной и политической работе. В 1939—1970 гг. — хозяйственный и партийный работник в Андижанской области Узбекской ССР, первый секретарь Уч-Курганского райкома КП(б) Узбекистана, первый секретарь Нарынского райкома КП(б) Узбекистана, первый секретарь Халдыванбекского райкома КП Узбекистана, начальник Андижанского областного управления сельского хозяйства, председатель Андижанского сельского облисполкома, секретарь Андижанского обкома КП Узбекистана.
Избирался депутатом Верховного Совета Узбекской ССР 4-го, 5-го и 6-го созывов.
Умер после 1970 года.